# Peruviogomphus moyobambus
Peruviogomphus moyobambus – gatunek ważki z rodziny gadziogłówkowatych (Gomphidae). Występuje na terenie Ameryki Południowej.